# Wesenstedt
Wesenstedt ist ein Ortsteil der niedersächsischen Gemeinde Ehrenburg in der Samtgemeinde Schwaförden im Landkreis Diepholz.
Die B 61 verläuft östlich in 3 km Entfernung.
Der Kuhbach fließt westlich in 0,5 km Entfernung.

## Geschichte
Am 1. März 1974 wurden die bis dahin selbständigen Gemeinden Schweringhausen, Stocksdorf und Wesenstedt in die Gemeinde Schmalförden eingegliedert. Am 27. April 1976 wurde diese Gemeinde amtlich in Ehrenburg umbenannt.

## Infrastruktur
- Freiwillige Feuerwehr Samtgemeinde Schwaförden Ortsfeuerwehr Wesenstedt[2]
- Vereine: Schützenverein Wesenstedt-Harmhausen e.V.[3]